# Elecciones presidenciales de Estados Unidos de 1988
La elección presidencial de Estados Unidos de 1988 tuvo lugar el martes 8 de noviembre de ese año. La elección de presidente se hace al mismo tiempo que la del vicepresidente, presentándose bajo un mismo "ticket" electoral. También al mismo tiempo se renovó parcialmente el Senado y la Cámara de Representantes al completo. Anteriormente se habían realizado las elecciones primarias de cada partido para designar a su candidato presidencial.
Ronald Reagan, el presidente desde 1981, dejó vacante el cargo al haber cumplido los ocho años máximos de mandato según la enmienda vigésimo segunda a la Constitución de los Estados Unidos. El vicepresidente de Reagan, George H. W. Bush ganó la nominación del Partido Republicano, mientras que el Partido Demócrata presentó a Michael Dukakis, Gobernador de Massachusetts. Bush supo capitalizar la popularidad de Reagan consiguiendo una holgada ventaja en voto popular (53-45%) y votos electorales (426-111), logrando así un tercer mandato republicano consecutivo, lo que no ocurría desde las elecciones de 1928. El tercer candidato con más votos quedó lejos de los dos grandes partidos, fue Ron Paul del Partido Libertario con el 0,5% de los votos. Pese a la victoria presidencial republicana, el Partido Demócrata logró mantener su mayoría absoluta en las cámaras legislativas. Ésta fue hasta la fecha la última ocasión en que el Partido Republicano ganó en estados que desde entonces han sido tan fieles a los demócratas que son: California, Connecticut, Delaware, Illinois, Maine (su segundo distrito con un voto electoral votaría por los republicanos hasta 2016), Maryland, Nueva Jersey y Vermont.

## Candidatos
En total se presentaron 19 candidaturas presidenciales, siendo todas apoyadas por algún partido político menos una, la de Louis Youngkeit. Los dos principales partidos del país, demócratas y republicanos, realizaron unas primarias para designar sus candidatos que empezaron en febrero de 1988.
Las primarias se realizaron en cada estado, eligiéndose unos delegados que luego a su vez nombraron al candidato presidencial en una convención nacional. La convención demócrata, con más de cuatro mil delegados, se realizó del 18 al 21 de julio, mientras que la republicana, con 2277 delegados, tuvo lugar del 15 al 18 de agosto. En esa convención, además de los delegados estatales, hay unos superdelegados, altos cargos de los partidos que tienen libertad de voto. Las primarias se pueden desarrollar como elecciones directas o bien mediante caucus, asambleas de votantes que designan debatiendo a un único candidato.

### Partido Demócrata

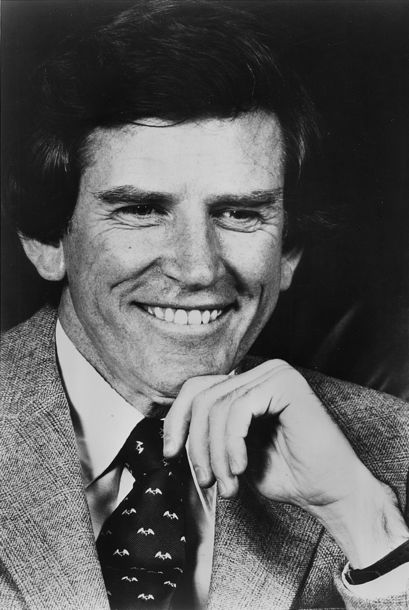
Gary Hart fue el candidato favorito demócrata hasta que salió a la luz su relación con una modelo que lo dejó sin opciones reales.

En las elecciones de 1984 los demócratas presentaron como candidato a Walter Mondale, representante de la tradicional línea política del New Deal. La derrota ante Reagan aumentó la impaciencia demócrata por lograr la presidencia, que se vio más cercana tras tomar el control del Senado en las elecciones de 1986. Para las nuevas elecciones se intentaba buscar un candidato fresco, alejado de la imagen tradicional demócrata. Entre los posibles candidatos más destacados estaban Mario Cuomo, gobernador de Nueva York, que destacó con un conmovedor discurso en la campaña anterior y el senador Gary Hart. El nombre de Hart ganó fuerza tras la negativa de Cuomo a concurrir a las primarias demócratas. Además, tras la derrota de Mondale, Hart se había ganado una fama de centrista moderado.
A principios de 1987, la candidatura de Hart se presentaba como la más fuerte, por delante de las del reverendo Jesse Jackson, de Sam Nunn, Joe Biden, Bruce Babbit y Michael Dukakis. Sin embargo, los rumores de una posible relación extramatrimonial con la modelo Donna Rice dañó la campaña de Hart. Tras diversos desencuentros con la prensa e investigaciones paralelas, la campaña de Hart decayó. Pese a todo, en diciembre de 1987 Hart declaró que seguía siendo candidato a la presidencia con un mensaje populista aunque sin opciones reales. Otros candidatos demócratas fueron Richard Gephardt, caracterizado por su proteccionismo, el senador Paul Simon, representante del clásico liberalismo del New Deal y por último el congresista Al Gore, el candidato más conservador.
| Nominados por el Partido Demócrata                             |                                                     |
| Michael Dukakis                                                | Lloyd Bentsen                                       |
| Candidato a la Presidencia                                     | Candidato a la Vicepresidencia                      |
|                                                                |                                                     |
| 65.º y 67.º Gobernador de Massachusetts (1975–1979, 1983–1991) | Senador de los Estados Unidos por Texas (1971–1993) |
| Campaña                                                        |                                                     |
|                                                                |                                                     |

#### Primarias demócratas
Las primarias demócratas estuvieron caracterizadas por dos aspectos. En primer lugar por el gran número de candidatos con posibilidades que hizo que hasta las últimas primarias no hubiera favoritos claros. En segundo lugar por el auge del reverendo negro Jesse Jackson que pese a su discurso radical logró situarse como el segundo candidato más votado en todas las primarias y convirtiéndose así en un posible candidato a vicepresidente. Dukakis ganó finalmente en California, una de las últimas primarias en celebrarse. En total, Dukakis logró 9.898.750 votos, un 42,46% del total, muy por encima de los 6.788.991 (29,12%) de Jackson, los 3.185.806 (13,67%) de Al Gore, el 1.399.041 (6%) de Richard Gephardt y el 1.082.960 (4,65%) de Paul Simon.

##### Iowa y Nuevo Hampshire
Las primarias comenzaron el 9 de febrero de 1988 en Iowa. El resultado no dio gran ventaja a ningún candidato, aunque descartó a Gary Hart para la contienda presidencial. Ganó Richard Gephart con un 28% de los votos, seguido de Simon (24%) y Dukakis (21%). Fue destacable el resultado del reverendo negro Jesse Jackson que consiguió un 11% en un estado sin población afrodescendiente. Tras su victoria en Iowa, declaró que sólo había ganado la primera batalla, mientras que Dukakis, cuya victoria en Iowa era muy improbable, comparó las primarias con una maratón destacando que todavía quedaba mucho tiempo. Su victoria se debió a su tono populista y proteccionista, defensor del ciudadano en un estado rural que ha pasado una grave crisis económica.
Las siguientes primarias, en Nuevo Hampshire, clarificaron en parte la contienda demócrata, dejando como claro favorito a Dukakis, quien logró una cómoda victoria con el 36% de los votos. Gephart por su parte se posicionó como el principal rival de Dukakis al quedar en segundo lugar con el 20% de los votos. Estas primarias resultaron un paso atrás para Simon al lograr solo un tercer puesto lejos de Dukakis, mientras que descartaron a Bruce Babbit que hizo campaña de su honradez y sinceridad política y ponían de manifiesto de nuevo la derrota de Hart, que solo consiguió el 4% de los votos. Además de Dukakis y Gephart, siguieron teniendo opciones Jackson que volvió a conseguir un resultado aceptable (9%) y Al Gore, que descartó participar en las primeras elecciones para concentrarse en el sur. Estas dos primeras primarias, pese a celebrarse en dos pequeños estados con pocos delegados, tradicionalmente son consideradas muy importantes a la hora de marcar las tendencias de voto de los candidatos y sus posibilidades reales.

##### Supermartes, Dukakis contra Jackson

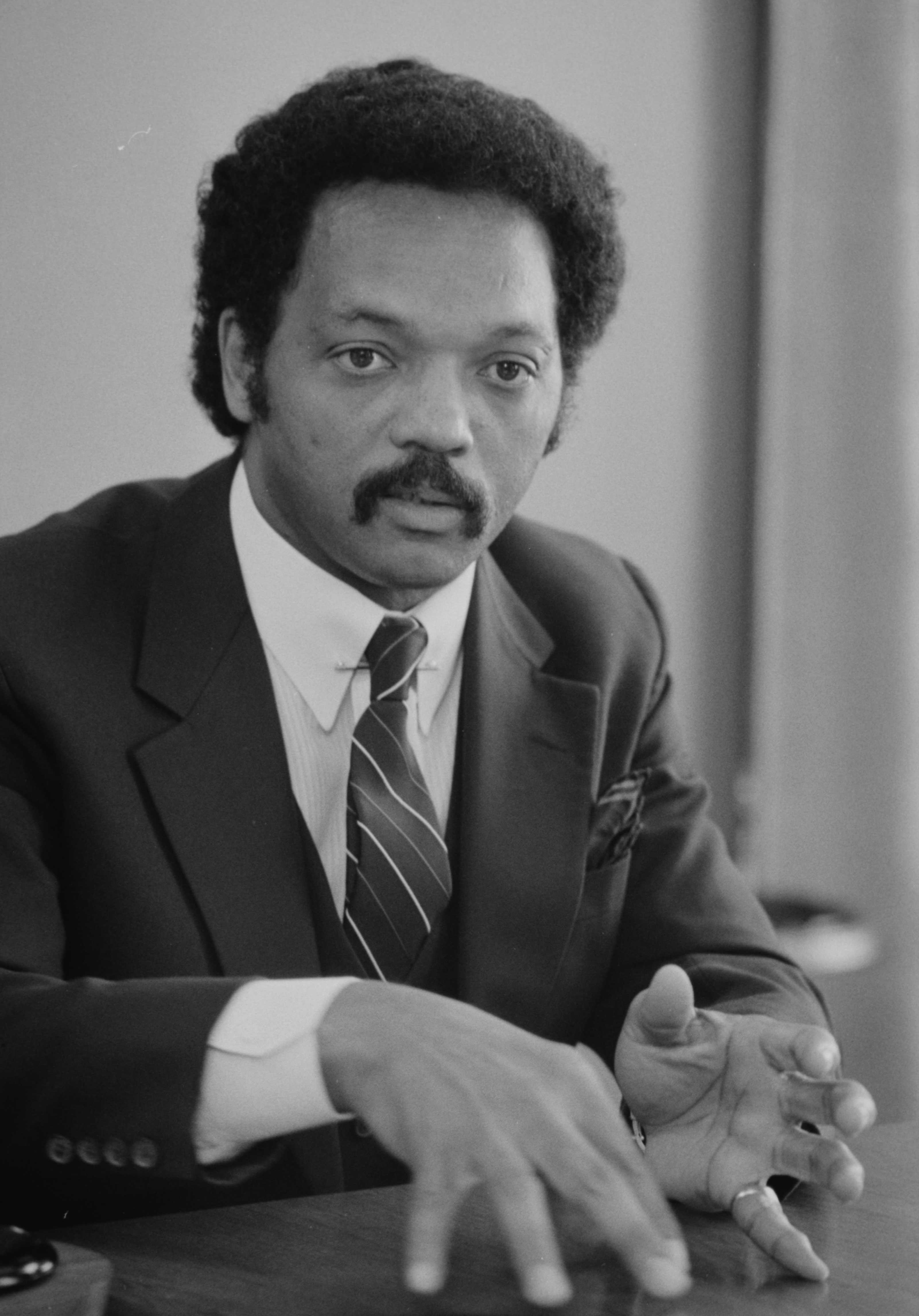
El reverendo Jesse Jackson quedó en segundo lugar en las primarias demócratas, solo por detrás de Dukakis.

El día principal de primarias en cuanto a delegados tuvo lugar en el supermartes del 8 de marzo. En esa votación, simultánea en veinte estados sobre todo del Sur, se eligieron un tercio de los delegados a la convención del partido. En el supermartes se celebraron primarias en Alabama, Arkansas, Florida, Georgia, Hawái, Idaho, Kentucky, Luisiana, Maryland, Massachusetts, Misisipi, Misuri, Nevada, Carolina del Norte, Oklahoma, Rhode Island, Tennessee, Tejas, Virginia, y Washington. Antes del supermartes se realizaron otras primarias de menos importancia. Así, en Dakota del Sur venció Gephardt y en Minnesota Dukakis, mientras que en los "caucus" de Wyoming ganó Gore por un estrecho margen sobre Dukakis (27-26%), pero ambos consiguieron el mismo número de delegados (cuatro). Dukakis también venció en el pequeño estado de Maine.
Las primarias del supermartes dejaron un resultado poco claro, sin que ningún candidato consiguiera distanciarse del resto de forma significativa. Sin embargo acortaron la terna de candidatos en Dukakis, Gore y Jackson, quedando descartado Gephart que solo pudo ganar en Misuri, su estado natal. A Gephart le perjudicó la entrada en la campaña del sureño Gore, con más tirón entre independientes y demócratas moderados. Entre los tres candidatos que quedaban, Dukakis se presentaba como la opción más plausible, ya que Jackson representaba unos valores demasiado izquierdistas y Gore resultaba demasiado joven, presentándose más como opción de futuro. Sin embargo, las primarias demócratas, dada la igualdad en el reparto de delegados parecían encaminarse a una solución solo en la convención de julio, donde Jackson y Gore podrían influir en el programa político aunque no fueran elegidos candidatos.
Las siguientes primarias, en Illinois, añadieron mayor confusión a la designación demócrata. Recuperaron en parte a Simon que consiguió vencer, apoyado por el partido demócrata del estado, por delante de Jackson y Dukakis. Estos dos candidatos mostraron sus limitaciones a nivel nacional, el primero con su incapacidad de ganar en los estados industriales norteños y el segundo por la falta de entusiasmo que despierta su mensaje tecnócrata.
A finales de marzo Gephart oficializó su abandono tras un tercer puesto en las primarias de Míchigan. Su salida benefició a Jackson a quien fueron a parar la mayoría de sus delegados. Además tras su victoria en Míchigan, Jackson consiguió superar en delegados a Dukakis por primera vez en las primarias. Los líderes demócratas se movilizaron contra una posible victoria de Jackson, remarcando sus posiciones radicales en temas como política exterior. Esa estrategia dio resultado en los caucases de Colorado y las primarias de Wisconsin. Dukakis consiguió frenar la popularidad de  Jackson venciendo esas dos elecciones, aunque el reverendo con sus segundos puestos seguía cerca en número de delegados. Mientras, Paul Simon fue el mayor derrotado y el escaso resultado de Gore (17%) le dejó también con pocas opciones.

##### Últimas primarias: victorias de Dukakis

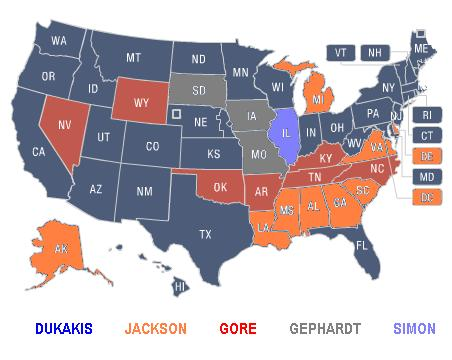
Mapa de las primarias demócratas. Dukakis venció en la mayoría de estados.

La nominación presidencial de Dukakis quedó mucho más clara tras su victoria en las primarias de Nueva York. Consiguió la victoria con el 51% de los votos, lejos de Jackson que llegó al 37%. Al Gore, por su parte, confirmó sus escasas opciones al obtener solo el 10% de los votos. Pese a la derrota, Jackson no abandonó, declarando su intención de continuar hasta el final de las primarias, en la convención de julio. Dukakis, por su parte, lanzó un mensaje conciliador, intentando atraer a Jackson, que con los delegados ya conseguidos podría incluso exigir el puesto de vicepresidente en la candidatura final.
Las primarias de Ohio e Indiana reafirmaron la candidatura de Dukakis al conseguir una holgada victoria en ambos estados. Jackson, mientras tanto, sólo consiguió una victoria testimonial, por el escaso número de delegados elegidos, en el distrito de Columbia, donde se encuentra la capital del país. Finalmente las primarias de California dieron a Dukakis la mayoría absoluta de delegados para la convención demócrata.

#### Convención demócrata
La Convención Nacional demócrata se realizó entre el 18 y el 21 de julio de 1988 en el Omni Coliseum de Atlanta. Entre los participantes destacados se encontraron el expresidente Jimmy Carter y el exvicepresidente Walter Mondale además de pesos pesados demócratas como Ted Kennedy o Bill Clinton, que cuatro años después se convertiría en el candidato presidencial.
Antes de su comienzo la principal incógnita de la Convención era si Jackson apoyaría a Dukakis, después de que este descartara a Jackson como compañero de ticket, sin consultarle, prefiriendo a Lloyd Bentsen, más conservador. Finalmente, pocas horas antes del inicio de la Convención, Jackson se comprometió a apoyar a Dukakis y a participar en su campaña. De este modo, Dukakis pudo ser proclamado candidato sin oposición.
Por otro lado, la Convención aprobó un programa electoral muy moderado, que no comprometía a Dukakis en su campaña. Además la mayoría de los que intervinieron aprovecharon para atacar al candidato republicano, Bush, criticando su gestión como vicepresidente y a la presidencia de Reagan.

### Partido Republicano

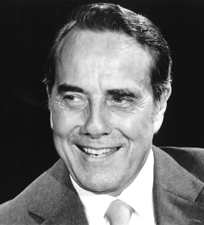
Bob Dole fue el principal rival de Bush en las primarias republicanas.

El vicepresidente George H. W. Bush se presentó apoyado por el presidente Reagan y prometió seguir las políticas de Reagan si salía elegido aunque de una forma más moderada. En su contra jugó su participación en el escándalo Irán-Contra. Su principal rival para la candidatura republicana fue el senador Bob Dole. Otros candidatos fueron el predicador fundamentalista Pat Robertson y el congresista Jack Kemp que se proclamó el genuino heredero de las políticas de Reagan.
| Nominados por el Partido Republicano                   |                                                       |
| George H. W. Bush                                      | Dan Quayle                                            |
| Candidato a la Presidencia                             | Candidato a la Vicepresidencia                        |
|                                                        |                                                       |
| 43.er Vicepresidente de los Estados Unidos (1981–1989) | Senador de los Estados Unidos por Indiana (1981–1989) |
| Campaña                                                |                                                       |
|                                                        |                                                       |

#### Primarias republicanas

##### Comienzo de las primarias
En el comienzo de las primarias, en Iowa el 9 de febrero, Bush fue el gran derrotado al quedar en tercer lugar con el 19% de los votos, muy por detrás de Dole (37%) y Robertson (25%). Este tercer puesto fue considerado por los observadores un golpe devastador, ya que fue superado por un pastor evangelista que hizo campaña de su fanatismo. Por ejemplo declaró que en caso de convertirse en presidente su gobierno estaría vetado a los no creyentes. El gran rechazo que causa entre los electores le daba pocas opciones, pero consiguió vencer a Bush por la gran movilización de las iglesias evangélicas de la zona. La victoria de Dole no fue tan importante como el tercer puesto de Bush, ya que Dole tenía asegurada la victoria en este estado por simpatías regionales.
Bush consiguió recuperarse en las segundas primarias, en Nuevo Hampshire, con una holgada victoria sobre Dole aprovechando la gran popularidad del presidente Reagan en este estado. Asimismo, Robertson quedó en las últimas posiciones, concluyendo el efecto sorpresa de Iowa. La campaña republicana se encaminó de este modo a una lucha por la nominación entre solo dos candidatos: Bush y Dole. Además Robertson se vio salpicado por el escándalo sexual Swaggart que afectaba a otro predicador amigo de Robertson. En las siguientes primarias celebradas en Dakota del Sur y Minesota logró la victoria Dole, pero Bush apenas hizo campaña en estos estados y quedó incluso por detrás de Robertson. La victoria de Dole fue considerada una inyección de moral para el candidato ya que apenas se repartían delegados en estas primarias.

##### Supermartes y últimas primarias

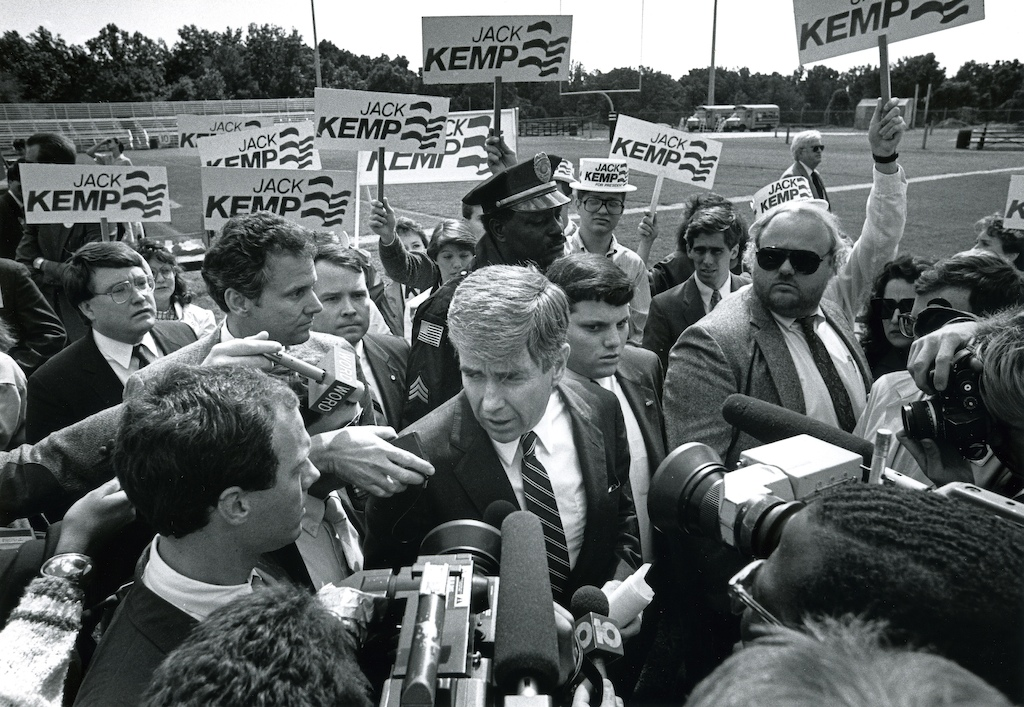
Jack Kemp fue el cuarto más votado en las primarias republicanas.

Las encuestas situaban a Bush con una ventaja de veinte puntos sobre Dole y más de treinta sobre Robertson para el supermartes del 8 de marzo en la mayor parte de los estado sureños. Sus opciones se reafirmaron con su abultada victoria en Carolina del Sur en las primarias del 6 de marzo con el 48% de los votos frente al 21% de Dole que previamente había conseguido la victoria en su estado natal, Kansas. Por otro lado estas primarias dejaron claras la bajada de popularidad de Robertson, que esperaba conseguir un gran resultado y no superó el 20% de los votos, y las nulas opciones de Jack Kemp que ocupó el cuarto lugar.
El mismo mes del supermartes, y tras ser derrotado de nuevo en Illinois, Dole anunciaba su abandono, pidiendo que el partido se unierá en la candidatura de Bush. De esta forma sólo quedaba Robertson como rival del vicepresidente, pero ya con una gran desventaja en cuanto a delegados, haciendo insignificante su presencia. En las quince últimas primarias, desde abril hasta junio, Bush arrasó sistemáticamente, sobre todo tras retirarse su último rival Robertson a mediados de mayo. Al retirarse sus rivales de la lucha, comenzó la precampaña electoral atacando a Dukakis, el previsible candidato demócrata, ante la igualdad en las encuestas.

#### Convención republicana
La convención republicana se realizó entre el 15 y el 18 de agosto de 1988 en el Superdome de Lousiana. Durante estos días Bush comenzó a actuar con mayor decisión y empezó a ser visto como un candidato con más fuerza, capaz de ganar a los demócratas. En la convención se aprobó un programa conservador que mantenía las líneas generales de la presidencia de Reagan. De hecho, el discurso más destacado fue el del presidente que realizó un discurso de despedida recordando todos los logros, a su juicio, de su administración y apoyando plenamente a Bush para sucederle en el cargo.
En la convención Bush, tras ser designado como candidato presidencial, eligió como compañero de candidatura a Dan Quayle, entonces senador por Indiana. Su decisión fue muy controvertida y sorprendente, pues Quayle no estaba entre los posibles candidatos que la prensa barajaba para el puesto de vicepresidente. Quayle fue visto con buenos ojos por las bases conservadoras, pero, según la prensa, Bush también pudo elegirlo como "gancho" para el voto joven y el femenino.